# Seznam vojaških plovil avstro-ogrske vojne mornarice
Seznam vojaških plovil avstro-ogrske vojne mornarice vključuje nekdanja vojaška plovila vojne mornarice Avstro-Ogrske.

## Dreadnoughtbojne ladje
- razred Tegetthoff
  - Viribus Unitis (1911)
  - Tegetthoff (1912)

- - Prinz Eugen (1912)
  - Szent István (1914)

- razred izboljšani Monarch (načrtovan)

## Pred-dreadnought bojne ladje
- razred Habsburg
  - Habsburg (1900)
  - Arpad (1901)
  - Babenburg (1902)
- razred Erzherzog Karl
  - Erzherzog Karl (1903)
  - Erzherzog Friedrich (1904)
  - Erzherzog Ferdinand Max (1905)
- razred Radetzky
  - Erzherzog Franz Ferdinand (1908)
  - Radetzky (1909)
  - Zrinyi (1910)

- razred Monarch
  - Budapest (1895)
  - Monarch (1895)
  - Wien (1896 - 1917)
- razred Kronprinz
  - Kronprinz Erzherzog Rudolf (1887)
  - Kronprinzessin Erzherzogin Stephanie (1887)

## Zaščitene križarke
- razred Kaiser Franz Joseph
  - Kaiser Franz Joseph I (1892)
  - Kaiserin Elisabeth (1892)

## Oklepne križarke
- Kaiserin und Konigin Maria Theresia (1893)
- Kaiser Karl VI (1900)
- Sankt Georg (1903)

## Lahke križarke
- razred Zenta
  - Aspern (1899)
  - Szigetvar (1899)
  - Zenta (1899)
  - Admiral Spaun (1910)

- razred Novara
  - Saida (1914)
  - Helgoland (1914)
  - Novara (1913)

## Rušilci
- Meteor (1887)
- Blitz (1888)
- Komet (1888)
- Planet (1889)
- Trabant (1889)
- Satelit (1889)
- Magnet (1889)
- razred Huszar
  - Huszar I (1905)
  - Scharfschütze (1906)
  - Ulan (1906)
  - Wildfang (1906)
  - Uskoke (1907)
  - Pandur (1908)
  - Streiter (1908)
  - Turul (1908)
  - Csikos (1909)
  - Dinara (1909)
  - Reka (1909)
  - Velebit (1909)
  - Huszar II (1910)
- razred Warasdiner
  - Warasdiner (1912)
- razred Tatra
  - Balaton (1912)
  - Csepel (1912)
  - Tatra (1912)
  - Lika I (1913)
  - Orjen (1913)
  - Triglav I (1913)
- razred Ersatz - Triglav
  - Dukla (1917)
  - Lika II (1917)
  - Triglav II (1917)
  - Uzskok (1917)

## Oborožene fregate
- razred Drache
  - Drache (1861)
  - Salamander (1861)
- razred Erzherzog Ferdinand Max
  - Erzherzog Ferdinand Max (1865)
  - Habsburg (1865)
- razred Kaiser
  - Kaiser Max (1875)
  - Juan de Austria (1875)
  - Prinz Eugen (1877)
- Lissa (1869)
- Custozza (1871)
- Erzherzog Albrecht (1872)